# ISS-Expedition 31
ISS-Expedition 31 ist die Missionsbezeichnung für die 31. Langzeitbesatzung der Internationalen Raumstation (ISS). Die Mission begann mit dem Abkoppeln des Raumschiffs Sojus TMA-22 von der ISS am 27. April 2012 8:15 UTC. Das Ende wurde durch das Abkoppeln von Sojus TMA-03M am 1. Juli 2012 4:47 UTC markiert.

## Mannschaft
- Oleg Dmitrijewitsch Kononenko (2. Raumflug), Kommandant, (Russland/Roskosmos) (Sojus TMA-03M)
- André Kuipers (2. Raumflug), Bordingenieur, (Niederlande, ESA) (Sojus TMA-03M)
- Donald Roy Pettit (3. Raumflug), Bordingenieur, (USA/NASA) (Sojus TMA-03M)

zusätzlich ab 17. Mai 2012
- Gennadi Iwanowitsch Padalka (4. Raumflug), Bordingenieur, (Russland/Roskosmos) (Sojus TMA-04M)
- Sergei Nikolajewitsch Rewin (1. Raumflug), Bordingenieur, (Russland/Roskosmos) (Sojus TMA-04M)
- Joseph Michael Acaba (2. Raumflug), Bordingenieur, (USA/NASA) (Sojus TMA-04M)

### Ersatzmannschaft
Seit Expedition 20 wird wegen des permanenten Trainings für die Besatzungen keine offizielle Ersatzmannschaft mehr bekanntgegeben. Inoffiziell gelten die Backup-Crews der beiden Sojus-Zubringerraumschiffe TMA-03M und TMA-04M (siehe dort) als Ersatzmannschaft der Expedition 31. In der Regel kommen diese Crews dann jeweils zwei Missionen später selbst zum Einsatz.

## Missionsbeschreibung
Nach der Rückkehr der Kommandokapsel des Raumschiffes Sojus TMA-22 zur Erde beschäftigte sich die zu diesem Zeitpunkt dreiköpfige Besatzung der Internationalen Raumstation überwiegend mit Routinearbeiten, Wartungsaufgaben und biomedizinischer Forschung. Am 15. Mai startete die Verstärkung zur ISS und koppelte zwei Tage später an.
Auf dem Forschungsprogramm standen insgesamt 200 Untersuchungen, die sich in verschiedenen Realisierungsstadien befanden. Ein Teil der Experimente ist außenbords angebracht und läuft vollautomatisch ab bzw. bedarf keinerlei Betreuung. So werden verschiedene Materialproben den Bedingungen des Weltraums ausgesetzt und erst nach Monaten geborgen und zur Erde zurücktransportiert. Andere Messkomplexe sammeln automatisch Daten und übermitteln diese zu vorgesehenen Zeiten an Bodenstationen. Im Inneren gibt es ebenfalls eine Reihe automatisch ablaufender Experimente, die nur zu Wartungszwecken oder zu Probenwechsel betreut werden müssen.
Zum umfangreichen Programm gehörten Untersuchungen auf den Gebieten Medizin, Biologie, Physik, Materialwissenschaft, Astronomie/Kosmologie, Technik und eine ganze Reihe von Experimenten mit Bildungscharakter. So wurde es mit dem Night Pod Nodding Mechanism (ESA) möglich, eine Kamera durch eine abgestimmte Nickbewegung auch bei lichtarmen Zielen auf der Nachtseite der Erde unkompliziert so nachzuführen, dass scharfe Fotos entstehen. Die Kamera war zeitweilig in Cupola installiert und kann von Schülern und Studenten mit verwendet werden. Ein ähnliches Ziel verfolgt man mit den Projekten EarthKAM und ISS Agricultural Camera in Destiny (NASA). Bei letzterem werden vor allem land- und forstwirtschaftlich genutzte Gebiete ins Visier genommen und die gewonnenen Bilder in den Unterricht einbezogen.
Beim Experiment 2D-NanoTemplate (JAXA) wurden zweidimensionale Schablonen im Nanometerbereich hergestellt, die ohne Auftrieb, Konvektion und Sedimentation besonders regelmäßig werden und in der medizinischen Forschung auf der Erde Anwendung finden können. Forschungsgegenstände sind beispielsweise auch Verbindungshalbleiter (Alloy Semiconductor), der Biorhythmus des Menschen, der Nachweis von Genveränderungen durch Strahlung und weitere Bedingungen im Weltraum (Hair) oder die Langzeiterfassung von Röntgenstrahlungsquellen in All (MAXI).
Mit IServ (NASA) und Visir (Roskosmos) werden zwei automatische Systeme genutzt bzw. erprobt, die über ein eigenes Orientierungssystem verfügen und damit bei Überflug automatisch Bilder vorher angegebener Ziele anfertigen. Dabei werden ebenfalls die Beleuchtungsbedingungen sowie unterschiedliche Brennweiten berücksichtigt und die Aufnahmetechnik entsprechend nachgeführt.
Im Rahmen des Nanorack-Projekts wurden unterschiedliche Nutzlasten unter Weltraumbedingungen getestet. Hier ging es darum, preiswert und zeitnah Forschungsvorhaben aus der Industrie zu realisieren. So werden Gewebe- oder Materialproben gelagert, Alltagsgeräte auf ihre Tauglichkeit für den Einsatz in Raumfahrzeugen getestet oder Bildungsprojekte realisiert. Die Nanoracks gelangten mit der ersten Dragon-Kapsel zur ISS, die die Station im Mai im Rahmen einer Erprobungsmission erfolgreich ansteuerte. Leider versäumte man es, die Experimente zu aktivieren, so dass sie praktisch unbenutzt auf die Erde zurückkehrten.

### Die erste Dragon-Kapsel an der ISS

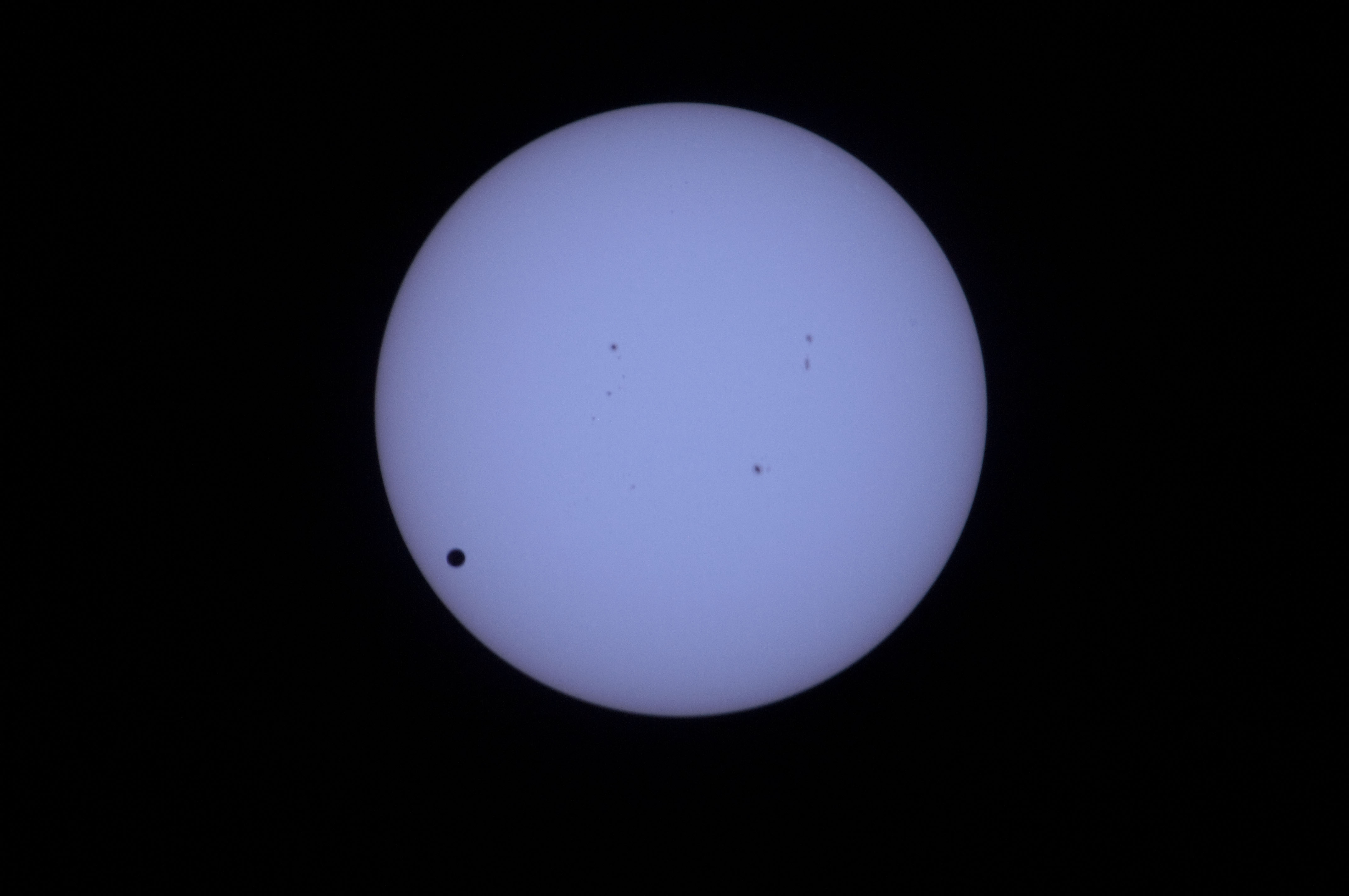
Bild des Venustransits am 5. Juni 2012

Am 22. Mai 2012 startete das bereits erwähnte private Raumschiff Dragon im Rahmen der C2+-Demomission zur ISS. Nach einer Reihe von Tests und Manövern näherte sich das Dragonraumschiff am vierten Tag der Mission bis auf zehn Meter an die ISS an. Es wurde dann mit dem Canadarm2-Manipulatorarm der Raumstation eingefangen und an die freie Nadir-Kopplungsstelle des US-amerikanischen Harmony-Moduls geführt. Dieser Vorgang wurde durch die Astronauten Donald Pettit und André Kuipers von Cupola aus gesteuert.
Das Raumschiff transportierte 460 kg Fracht (520 kg mit Transportverpackung) zur ISS und wurde für den Rückflug mit über 600 kg Abfall und nicht mehr benötigten Ausrüstungsgegenständen beladen. Am 31. Mai 2012 wurde das Dragonraumschiff wieder von der Raumstation getrennt, nach dem Wiedereintritt in die Erdatmosphäre erfolgte um 15:42 Uhr UTC die Wasserung der Rückkehrkapsel vor der Küste Niederkaliforniens.

### Venustransit und Missionsabschluss
Am 5. Juni wurden von Bord der ISS Bilder des Venustransits angefertigt. Bei einem Transit zieht ein innerer Planet zwischen Erde und Sonne vorbei, so dass ein Teil der Sonnenoberfläche von der Erde aus gesehen, verdeckt ist. Dabei können auch Untersuchungen zur Planetenatmosphäre angestellt werden. Ein derartiger Transit ist ein verhältnismäßig seltenes astronomisches Ereignis.
Nach weiteren Forschungen endete die 31. ISS-Expedition mit Abkopplung und Landung von Sojus TMA-03M mit Oleg Kononjenko, Don Pettit und Andre Kuipers am 1. Juli 2012.